# Marguerite Portier
 (novembre 2024).
Marguerite Portier, née à Lyon le 4 février 1892 et morte à Cugand le 14 juin 1991, est une artiste de l'École lyonnaise de peinture.

## Biographie
Marguerite Portier est née le 4 février 1892 à Lyon. En 1911, âgée de 19 ans, elle étudie à l'École de dessin de Lyon. Élève de Marie Fonséca, elle est admise, dès 1917, à présenter son travail au Salon de la Société lyonnaise des Beaux-Arts (SLBA) : deux aquarelles ; l'une de fleurs, la seconde d'un paysage Une plate sur la Saône. Par la suite elle est l'élève des peintres lyonnais Mangier et Barbier, professeurs aux Beaux-Arts de Lyon.
Artiste peintre reconnue, elle participe régulièrement au Salon de la Société Lyonnaise des Beaux-Arts, à Paris au Salon des Indépendants et à celui de la Société des Artistes Français dont elle est sociétaire perpétuelle.
Restée célibataire, indépendante, titulaire de plusieurs prix artistiques, elle a mené une vie d'artiste agrémentée de voyages. Plus tard lorsque l'âge a fait son œuvre, c'est en Vendée qu'elle se retire, région qu'elle aimait tant et qu'elle a souvent peint.
Marguerite Portier meurt le 14 juin 1991, dans sa 99e année à La Chimotaie, maison de retraite de la commune de Cugand. Après son décès, son atelier est dispersé en 1994 à Nantes.

## Œuvre
Marguerite Portier n'a jamais peint d'œuvres monumentales, se limitant à de petits formats. Elle a pratiqué les différentes techniques de peinture: huile sur toile, souvent sur panneau lors de ses voyages, aquarelle et gouache.

### La période lyonnaise
Lorsqu'elle termine ses études d'art, la mode en peinture est celle des fleurs et des natures mortes. Après quelques œuvres qui ont attiré l'attention du public et de la critique, elle ne se laisse pas enfermer dans le rôle de "peintre des fleurs". Elle se tourne vers la réalisation de paysages en région lyonnaise et en Savoie notamment.
- 1924: Acquisition par la Ville de Villeurbanne du tableau "Châtaignier en fleurs, Matin d'été dans la vallée du Bourget"

- 1925: Elle abandonne progressivement le thème des fleurs au profit de celui de paysages dont une "Vallée de la région de Chambéry"[4] présentée au Salon.
- 1929: Elle est bénéficiaire d'une bourse de voyage offerte par le jury du Salon[5]. À son retour, elle expose au Salon de 1930 une série de 24 œuvres, parmi lesquelles des "Études dans les ports de Bretagne".
- 1927: Marguerite Portier expose les différents thèmes de sa production à la galerie Peyronnet (Lyon)[6]: tableaux de fleurs et paysages de la région , "Lac du Bourget et vieux châtaignier", "Montagne enneigée et lac", "Sentier vers Chambéry", "Abries ".
- 1930: Acquisition par la Ville de Lyon du tableau "La crue du Rhône au pont de la Guillotière".
- 1938: Artiste reconnue, déjà deux fois médaillée au Salon, elle expose un "Pont de la Guillotière"[7].

### Marguerite Portier et la Vendée[8],[9]
Marguerite Portier fréquente dès 1925 Saint-Gilles-Croix-de-Vie où elle s'attache à peinfre des paysages du marais vendéen. Entre 1928 et 1939, elle séjourne régulièrement à l'ïle d'Yeu. Ses oeuvres accordent une place importante à l'activité du port et de ses thoniers multicolores.
- 1928: Acquisition du tableau "Au port de l'ile d'Yeu: bateaux voiliers à bord de quais"[11].
- 1933: Acquisition par la Ville de Lyon du tableau " Dans le port: les bateaux de pêche"[12].
- Acquisition pour les collections de l'Historial de la Vendée du tableau: "Thoniers au Port-de-Joinville partant pour l'Irlande".

### Carnets de voyage
- De ses voyages en Espagne, Maroc, Yougoslavie, Canada, Marguerite Portier a rapporté nombre de paysages: huiles sur panneaux de bois et croquis sous forme d'aquarelles et de gouaches. Citons :
  - "Le village espagnol"; "Vue de Ségovie" (1934); "La Kasbah Anemiter" ; "Oschrida, maison de serbe"; "Ma cabane au Canada".
- 1935: Acquisition par l'État du tableau "Place en Espagne"[13].
- 1937: Acquisition par le Cercle des Gobelins (Paris 13è) du tableau: "Kasbah dans le grand Atlas marocain[14].
- 1939: Marguerite Portier donne une conférence intitulée: "Impressions de Yougoslavie, son art, ses monuments, ses sites"[15].

## Expositions

### Salon de la Société Lyonnaise des Beaux-Arts
- Expose chaque année entre 1917 et 1942[16],[17]
- Oeuvres présentes au musée des Beaux-Arts de Lyon

### Salon de la Société vendéenne des arts[18]
- 1928 Exposition d'études marines[19]
- 1930 Exposition au château de Noirmoutier[20],[21]
- 1931 Exposition au Salon Yonnais[22]

### Salon de la Société des artistes français( Paris, Grand Palais)
- Expose chaque année entre 1958 et 1970[23]

## Récompenses
- 1934: Prix Thérèse Guérin décerné par le jury de la Société Lyonnaise des Beaux-Arts[24].
- 1936: Médaille d'argent pour le prix des Beaux-Arts (Lyon)[25]
- 1958: Mention honorable décernée par le jury de peinture de la Société des artistes français au Salon de Paris[26].
- 1958: Prix Zwiller décerné par le jury de peinture de la Société des artistes français au Salon de Paris[27].
- 1959: Prix Jeanne-Georges-Henry Burdy décerné par le jury de peinture de la Société des artistes français au Salon de Paris[28].
- 1964: Médaille d'argent décernée par le jury de peinture de la Société des artistes français au Salon de Paris[29].
- 1964: Prix Paul Liot décerné par le jury de peinture de la Société des artistes français au Salon de Paris[30].
- 1966: Prix Rémy Landeau décerné par le jury de peinture de la Société des artistes français au Salon de Paris[31].
- 1967: Prix Zwiller décerné par le jury de peinture de la Société des artistes français au Salon de Paris[32].
- 1968: Prix Thérèse Aubin-Mounier décerné par le jury de peinture de la Société des artistes français au Salon de Paris[33].